# Elphos cavimargo
Elphos cavimargo là một loài bướm đêm trong họ Geometridae.